# Praia fluvial de Adaúfe
A Praia fluvial de Adaúfe é uma praia fluvial, junto ao Rio Cávado, com uma ampla zona relvada ao redor onde se pode apanhar banhos de sol, fazer piqueniques e praticar alguns desportos.